# Sid Meier's Railroads!
Sid Meier's Railroads! (noto anche, semplicemente, con il titolo Railroads!) è un videogioco di simulazione a sfondo ferroviario realizzato da Sid Meier su motore grafico Gamebryo e pubblicato nell'ottobre 2006; è il seguito di Railroad Tycoon 3. Sebbene Sid Meier abbia creato l'originale Railroad Tycoon, le versioni successive sono state sviluppate da PopTop Software. Railroads! è stato il primo gioco della serie dopo l'originale ad avere il contributo diretto di Sid Meier stesso. Dopo una visita al Miniatur Wunderland di Amburgo, in Germania, Meier è stato ispirato a reinventare la sua creazione originale. Una versione per Mac OS X è stata pubblicata da Feral Interactive il 1° novembre 2012, sotto l'etichetta Feral Legends. Una versione per dispositivi mobili è stata pubblicata nell'aprile 2023.
È l'ultimo titolo della serie Railroad Tycoon di Sid Meier. Come i videogiochi precedenti, il protagonista è un imprenditore che ha lo scopo di allestire un impero economico costruendo e sviluppando una rete ferroviaria, obbedendo anche a determinate consegne.

## Modalità di gioco
Railroads utilizza una grafica tridimensionale, ed una impostazione di gioco basata sulla strategia in tempo reale.
Oltre che sulla costruzione delle ferrovie, il gioco punta molto sulle strategie economiche che il giocatore deve adottare per vincere: questi può infatti decidere di appropriarsi o costruire industrie ed utilizzare i propri treni per sostenerle e arricchirsi. Inoltre, grande importanza è data alla gestione delle proprie azioni finanziarie: il giocatore può decidere di venderne o acquistarne, sia le proprie sia quelle delle società rivali; il rapporto tra aziende e azioni possedute è molto stretto: tante più industrie un giocatore possiede, tanto più le azioni acquistano di valore e, d'altra parte, quante più azioni di una società si possiedono tanto più si partecipa agli utili, aumentando i profitti. Per contro, la vendita delle proprie azioni può essere un mezzo rapido per disporre rapidamente di capitale liquido.
Nel corso di una partita vengono introdotte via via nuove tecnologie (di cui il giocatore può ottenere l'utilizzo esclusivo per un certo tempo vincendo un'asta) e nuovi tipi di locomotive, sempre più potenti ed efficienti.
Le partite possono essere giocate singolarmente o in multiplayer, tramite collegamento internet o rete LAN. Il gioco supporta fino a quattro giocatori contemporaneamente, veri o in modalità intelligenza artificiale.

### Gli scenari
Così come i precedenti giochi della serie Tycoon, RailRoads fornisce ambientazioni storiche in luoghi quali l'est e l'ovest degli Stati Uniti, il sud della Francia, l'Inghilterra e la Germania, oltre ad altri scenari fantasiosi inesistenti nella realtà. È stato pubblicato anche un territorio in versione natalizia, dove si devono consegnare merci come giocattoli e dolciumi entro il giorno di Natale.
Temporalmente, il gioco è ambientato tra la seconda metà dell'ottocento e gli inizi del novecento.

### Personalità giocatore
Il giocatore può inoltre assumere l'identità di un famoso magnate ferroviario del passato; fra questi vi sono: Jason Gould; Jay Cooke; Cornelius Vanderbilt; J.P. Morgan; George Hudson; Isambard Kingdom Brunel; George Stephenson; James Mayer de Rothschild; Charles de Gaulle;Napoleone III; Otto von Bismarck; Helmuth von Moltke; Zar Nicola II; Jim Hill; Jim Fisk.

## Accoglienza
Il gioco ha ricevuto recensioni "generalmente favorevoli" secondo il sito di aggregazione di recensioni Metacritic.
L'Academy of Interactive Arts & Sciences ha nominato Sid Meier's Railroads! "Gioco di simulazione dell'anno" al 10° Annual Interactive Achievement Award.